# Horwich
Horwich è una cittadina di 19.312 abitanti della contea della Grande Manchester, in Inghilterra.

## Amministrazione

### Gemellaggi
- Crowborough, Regno Unito